# Cantagiro 1965

Una parte del cast del Cantagiro 1965 durante un momento di riposo. Si riconoscono, a sin., Rita Pavone e Nico Fidenco (con la maglia ufficiale del Cantagiro) con Michele accovacciato tra i due; l'ultima ragazza a destra seduta con gli occhiali è Caterina Caselli; a destra in basso di profilo è Gianni Morandi mentre al centro è visibile l'organico del girl group de Le Snobs

Il Cantagiro 1965 - manifestazione musicale itinerante annuale degli anni sessanta - si svolse dal 23 giugno al 10 luglio 1965, giorno della finalissima di Fiuggi.
In questa edizione furono incluse tre escursioni all'estero, nelle tappe del 1º luglio, quando la carovana si trasferì a Mosca, del 7 luglio, con spettacolo a Francoforte sul Meno, e dell'8 luglio, con show a Vienna.

## Tappe
- 23 giugno 1965 - Bari
- 24 giugno 1965 - Trani
- 25 giugno 1965 - Foggia
- 26 giugno 1965 - Pescara
- 27 giugno 1965 - Fermo
- 28 giugno 1965 - Ancona
- 29 giugno 1965 - Ravenna
- 30 giugno 1965 - Modena
- 1º luglio 1965 - Mosca, URSS
- 2 luglio 1965 - Reggio Emilia
- 3 luglio 1965 - Marina di Massa
- 4 luglio 1965 - Sestri Levante
- 5 luglio 1965 - Genova
- 6 luglio 1965 - Palermo
- 7 luglio 1965 - Francoforte sul Meno, Germania Ovest
- 8 luglio 1965 - Vienna, Austria
- 9 luglio 1965 - Fiuggi

Finalissima
- 10 luglio 1965 - Fiuggi

## Elenco delle canzoni

### Girone A
1. Rita Pavone - Lui
2. Gianni Morandi - Se non avessi più te
3. Nico Fidenco - L'uomo che non sapeva amare
4. Los Marcellos Ferial - La casa del sole
5. Pino Donaggio - Sono nato con te
6. Michele - Dopo i giorni dell'amore
7. Donatella Moretti - Ti vedo uscire
8. Little Tony - Ogni mattina
9. Dino - Il ballo della bussola
10. Edoardo Vianello - Il peperone
11. Giancarlo Guardabassi - Torna, torna, torna
12. Nicola Di Bari - Piangerò
13. Mario Abbate - Ammore, pienzeme!
14. Gino Paoli - Rimpiangerai, rimpiangerai
15. Tony Renis - Nessun'altra che te
16. Ricky Gianco - La mia voce
17. Remo Germani - Dammi la prova
18. Vittorio Inzaina - Ti vedo dopo messa
19. Paolo Mosca - Io ritorno a casa mia

### Girone B
1. Mariolino Barberis - Il duca della luna
2. Roberta Mazzoni - Ho sofferto per te

- Valeria Piaggio - Tu non pensi più a me
- Roby Ferrante - Il giorno mio
- Mario Anzidei - Non ti perdonerò (testo di F. Failla e A. Mari; musica di R. Rizzato e C. Arden)
- La Cricca - Balliamo senza scarpe
- Sonia e le Sorelle - Sulla sabbia c'era lei
- Riki Maiocchi - Quella che cerchi
- Franco De Marchis - Quando scende il sole
- Le Snobs - Amore ti ricordi
- Gianni Di Cristina - Abbi pietà
- Jo Fedeli - È andata così
- Lalla Castellano - Pupa ye-ye
- Jean Valentino - Voi che sapete
- Elisabetta Ponti - Non cercare la luna
- Roberto Fulgori - Non piangere e Ho toccato il cielo
- Caterina Caselli - Sono qui con voi
- Anna Maria Parise - Non è giusto
- Elio Alonge - Io non voglio la carità
- Andrea Lo Vecchio - La ragazza di Reggio Emilia